# Combaya (gemeente)
Combaya is een gemeente (municipio) in de Boliviaanse provincie Larecaja in het departement La Paz. De gemeente telt naar schatting 3.978 inwoners (2018). De hoofdplaats is Combaya.